# Japão nos Jogos Olímpicos de Inverno de 2006
O Japão mandou 110 competidores para os Jogos Olímpicos de Inverno de 2006, em Turim, na Itália. A delegação conquistou uma medalha de ouro.

## Medalhas
| Atleta          | Esporte             | Evento              | Medalha |
| --------------- | ------------------- | ------------------- | ------- |
| Shizuka Arakawa | Patinação artística | Individual feminino | Ouro    |

## Desempenho

### Biatlo
| Atleta                                                  | Evento                     | Final     | Final    | Final    |
| Atleta                                                  | Evento                     | Tempo     | Pen.     | Pos.     |
| ------------------------------------------------------- | -------------------------- | --------- | -------- | -------- |
| Daisuke Ebisawa                                         | Velocidade masculino       | 29:49.7   | 3        | 63       |
| Hidenori Isa                                            | Velocidade masculino       | 28:37.1   | 1        | 39       |
| Hidenori Isa                                            | Perseguição masculino      | 39:11.25  | 5        | 35       |
| Hidenori Isa                                            | Individual masculino       | 52:27.2   | 4        | 10       |
| Tatsumi Kasahara                                        | Velocidade masculino       | 29:07.0   | 1        | 48       |
| Tatsumi Kasahara                                        | Perseguição masculino      | 41:42.07  | 7        | 50       |
| Tatsumi Kasahara                                        | Individual masculino       | 1:02:44.6 | 5        | 68       |
| Kanae Meguro                                            | Velocidade feminino        | 26:19.9   | 4        | 64       |
| Kanae Meguro                                            | Individual feminino        | 55:28.4   | 5        | 37       |
| Tomomi Otaka                                            | Velocidade feminino        | 26:28.7   | 3        | 69       |
| Tomomi Otaka                                            | Individual feminino        | 1:00:22.2 | 6        | 69       |
| Shinya Saito                                            | Individual masculino       | 1:05:29.4 | 8        | 79       |
| Kyoji Suga                                              | Velocidade masculino       | 30:10.6   | 2        | 71       |
| Kyoji Suga                                              | Largada coletiva masculina | 52:01.6   | 5        | 30       |
| Kyoji Suga                                              | Individual masculino       | 56:57.7   | 1        | 14       |
| Tamami Tanaka                                           | Velocidade feminino        | 26:20.6   | 5        | 65       |
| Tamami Tanaka                                           | Individual feminino        | 55:10.5   | 4        | 32       |
| Ikuyo Tsukidate                                         | Velocidade feminino        | 25"17.0   | 1        | 51       |
| Ikuyo Tsukidate                                         | Perseguição feminino       | +1 volta  | +1 volta | +1 volta |
| Ikuyo Tsukidate                                         | Individual feminino        | 57:20.4   | 4        | 55       |
| Tatsumi Kasahara Hidenori Isa Kyoji Suga Shinya Saito   | Revezamento masculino      | 1:25:15.6 | 13       | 12       |
| Tomomi Otaka Kanae Meguro Tamami Tanaka Ikuyo Tsukidate | Revezamento feminino       | 1:26:09.0 | 18       | 16       |

### Bobsleigh
| Atleta                            | Evento            | Final      | Final      | Final      | Final       | Final       | Final |
| Atleta                            | Evento            | 1ª corrida | 2ª corrida | 3ª corrida | 4ª corrida  | Total       | Pos.  |
| --------------------------------- | ----------------- | ---------- | ---------- | ---------- | ----------- | ----------- | ----- |
| Suguru Kiyokawa Ryuichi Kobayashi | Duplas masculinas | 57.27      | 57.02      | 57.90      | Não avançou | Não avançou | 27    |
| Manami Hino Chisato Nagaoka       | Duplas femininas  | 59.41      | 58.80      | 59.51      | 59.77       | 3:57.49     | 15    |

### Combinado nórdico
| Yosuke Hatakeyama                                                     | Velocidade           | 116.1 | 7  | 0:38 | 19:43.0 +1:14.0 | 22  |
| Yosuke Hatakeyama                                                     | Individual Gundersen | 235.0 | 10 | 1:50 | 44:29.8 +4:45.2 | 32  |
| Takashi Kitamura                                                      | Individual Gundersen | 192.5 | 40 | 4:40 | 47:17.3 +7:32.7 | 43  |
| Norihito Kobayashi                                                    | Velocidade           | 103.9 | 28 | 1:27 | 19:36.0 +1:07.0 | 18  |
| Norihito Kobayashi                                                    | Individual Gundersen | 217.0 | 23 | 3:02 | 42:23.1 +2:38.5 | 16  |
| Daito Takahashi                                                       | Velocidade           | 107.7 | 18 | 1:12 | 19:31.4 +1:02.4 | 15  |
| Daito Takahashi                                                       | Individual Gundersen | 233.5 | 12 | 1:56 | DNS             | DNS |
| Akito Watabe                                                          | Velocidade           | 115.4 | 9  | 0:41 | 19:37.3 +1:08.3 | 19  |
| Yosuke Hatakeyama Norihito Kobayashi Takashi Kitamura Daito Takahashi | Equipes              | 115.4 | 9  | 0:41 | 19:37.3 +1:08.3 | 19  |

### Curling
| Equipe                                                                | Evento   | Preliminar               | Preliminar | Semifinal         | Final             | Pos.        |             |
| Equipe                                                                | Evento   | Adversário Placar        | Pos.       | Adversário Placar | Adversário Placar | Pos.        |             |
| --------------------------------------------------------------------- | -------- | ------------------------ | ---------- | ----------------- | ----------------- | ----------- | ----------- |
| Ayumi Onodera Yumie Hayashi Mari Motohashi Moe Meguro Sakurako Terada | Feminino | RUS Rússia D 5-7         | 7º         | Não avançou       | Não avançou       | Não avançou | Não avançou |
| Ayumi Onodera Yumie Hayashi Mari Motohashi Moe Meguro Sakurako Terada | Feminino | USA Estados Unidos V 6-5 | 7º         | Não avançou       | Não avançou       | Não avançou | Não avançou |
| Ayumi Onodera Yumie Hayashi Mari Motohashi Moe Meguro Sakurako Terada | Feminino | NOR Noruega D 4-9        | 7º         | Não avançou       | Não avançou       | Não avançou | Não avançou |
| Ayumi Onodera Yumie Hayashi Mari Motohashi Moe Meguro Sakurako Terada | Feminino | DEN Dinamarca D 5-9      | 7º         | Não avançou       | Não avançou       | Não avançou | Não avançou |
| Ayumi Onodera Yumie Hayashi Mari Motohashi Moe Meguro Sakurako Terada | Feminino | CAN Canadá V 5-2         | 7º         | Não avançou       | Não avançou       | Não avançou | Não avançou |
| Ayumi Onodera Yumie Hayashi Mari Motohashi Moe Meguro Sakurako Terada | Feminino | SWE Suécia D 8-7         | 7º         | Não avançou       | Não avançou       | Não avançou | Não avançou |
| Ayumi Onodera Yumie Hayashi Mari Motohashi Moe Meguro Sakurako Terada | Feminino | GBR Grã-Bretanha V 10-5  | 7º         | Não avançou       | Não avançou       | Não avançou | Não avançou |
| Ayumi Onodera Yumie Hayashi Mari Motohashi Moe Meguro Sakurako Terada | Feminino | ITA Itália V 6-4         | 7º         | Não avançou       | Não avançou       | Não avançou | Não avançou |
| Ayumi Onodera Yumie Hayashi Mari Motohashi Moe Meguro Sakurako Terada | Feminino | SUI Suíça D 5-11         | 7º         | Não avançou       | Não avançou       | Não avançou | Não avançou |

### Esqui alpino
| Atletas          | Evento                   | Final      | Final      | Final      | Final   | Final |
| Atletas          | Evento                   | 1ª Corrida | 2ª Corrida | 3ª Corrida | Total   | Pos.  |
| ---------------- | ------------------------ | ---------- | ---------- | ---------- | ------- | ----- |
| Noriyo Hiroi     | Slalom gigante feminino  | 1:04.63    | 1:12.03    |            | 2:16.66 | 26    |
| Noriyo Hiroi     | Slalom feminino          | 44.74      | 48.85      |            | 1:33.59 | 29    |
| Mizue Hoshi      | Slalom feminino          | 45.35      | 48.03      |            | 1:33.38 | 27    |
| Yasuhiro Ikuta   | Slalom masculino         | 1:15.19    | 1:08.09    |            | 2:23.28 | 47    |
| Kentaro Minagawa | Slalom masculino         | 53.44      | 50.74      |            | 1:44.18 | 4     |
| Akira Sasaki     | Slalom gigante masculino | DNF        | DNF        | DNF        | DNF     | DNF   |
| Akira Sasaki     | Slalom masculino         | 54.37      | DNF        | DNF        | DNF     | DNF   |
| Mami Sekizuka    | Slalom feminino          | 47.22      | 50.50      |            | 1:37.72 | 38    |
| Daisuke Yoshioka | Slalom gigante masculino | 1:23.78    | 1:21.25    |            | 2:45.03 | 24    |
| Naoki Yuasa      | Slalom masculino         | 54.76      | 49.81      |            | 1:44.57 | 7     |

### Esqui cross-country
| Atleta                                                     | Evento                           | Preliminares | Preliminares | Quartas     | Quartas     | Semifinal   | Semifinal   | Final       | Final |
| Atleta                                                     | Evento                           | Total        | Pos.         | Total       | Pos.        | Total       | Pos.        | Total       | Pos.  |
| ---------------------------------------------------------- | -------------------------------- | ------------ | ------------ | ----------- | ----------- | ----------- | ----------- | ----------- | ----- |
| Katsuhito Ebisawa                                          | Clássico masculino               |              |              |             |             |             |             | 41:25.8     | 42    |
| Katsuhito Ebisawa                                          | Perseguição combinada masculina  |              |              |             |             |             |             | 1:21:16.2   | 42    |
| Katsuhito Ebisawa                                          | Largada coletiva masculina       |              |              |             |             |             |             | 2:10:39.6   | 49    |
| Nobuku Fukuda                                              | Velocidade individual feminino   | 2:17.82      | 28 Q         | 2:18.2      | 5           | Não avançou | Não avançou | Não avançou | 24    |
| Masako Ishida                                              | Clássico feminino                |              |              |             |             |             |             | 30:24.0     | 31    |
| Masako Ishida                                              | Perseguição combinada feminina   |              |              |             |             |             |             | 46:37.7     | 35    |
| Shunsuke Komamura                                          | Perseguição combinada masculina  |              |              |             |             |             |             | DNF         | DNF   |
| Shunsuke Komamura                                          | Largada coletiva masculina       |              |              |             |             |             |             | 2:14:08.8   | 59    |
| Shunsuke Komamura                                          | Velocidade individual masculino  | 2:22.38      | 43           | Não avançou | Não avançou | Não avançou | Não avançou | Não avançou | 43    |
| Madoka Natsumi                                             | Velocidade individual feminino   | 2:16.30      | 15 Q         | 2:19.9      | 4           | Não avançou | Não avançou | Não avançou | 17    |
| Nobu Naruse                                                | Clássico masculino               |              |              |             |             |             |             | 41:22.0     | 41    |
| Nobu Naruse                                                | Perseguição combinada masculina  |              |              |             |             |             |             | 1:25:21.3   | 59    |
| Nobu Naruse                                                | Largada coletiva masculina       |              |              |             |             |             |             | DNF         | DNF   |
| Yuichi Onda                                                | Velocidade individual masculino  | 2:17.53      | 13 Q         | 2:22.3      | 6           | Não avançou | Não avançou | Não avançou | 26    |
| Chizuru Soneta                                             | Perseguição combinada feminina   |              |              |             |             |             |             | 46:45.5     | 38    |
| Chizuru Soneta                                             | Largada coletiva feminina        |              |              |             |             |             |             | 1:27:25.8   | 25    |
| Sumiko Yokoyama                                            | Perseguição combinada feminina   |              |              |             |             |             |             | 45:58.6     | 30    |
| Sumiko Yokoyama                                            | Largada coletiva feminina        |              |              |             |             |             |             | 1:29:41.3   | 37    |
| Katsuhito Ebisawa Yuichi Onda                              | Velocidade por equipes masculino |              |              |             |             | 17:46.6     | 6           | Não avançou | 8     |
| Nobuku Fukuda Madoka Natsumi                               | Velocidade por equipes feminino  |              |              |             |             | 17:33.1     | 4 Q         | 17:27.6     | 8     |
| Nobuko Fukuda Masako Ishida Madoka Natsumi Sumiko Yokoyama | Revezamento feminino             |              |              |             |             |             |             | 56:57.8     | 12    |

### Esqui estilo livre
| Atleta          | Evento             | Preliminar | Preliminar | Final       | Final |
| Atleta          | Evento             | Pontos     | Pos.       | Pontos      | Pos.  |
| --------------- | ------------------ | ---------- | ---------- | ----------- | ----- |
| Miyuki Hatanaka | Moguls feminino    | 18.61      | 27         | Não avançou | 27    |
| Kayo Henmi      | Aerials feminino   | 129.40     | 21         | Não avançou | 21    |
| Miki Ito        | Moguls feminino    | 22.34      | 15 Q       | 17.78       | 20    |
| Ken Mizuno      | Aerials masculino  | 157.67     | 25         | Não avançou | 25    |
| Kai Ozaki       | Esqui estilo livre | 19.70      | 30         | Não avançou | 30    |
| Tae Satoya      | Moguls feminino    | 23.63      | 9 Q        | 22.12       | 15    |
| Yugo Tsukita    | Esqui estilo livre | 19.13      | 32         | Não avançou | 32    |
| Aiko Uemura     | Moguls feminino    | 24.20      | 5 Q        | 24.01       | 5     |
| Osamu Ueno      | Esqui estilo livre | 23.03      | 15 Q       | 19.54       | 20    |

### Luge
| Atleta                        | Evento               | Final      | Final      | Final      | Final      | Final    | Final |
| Atleta                        | Evento               | 1ª corrida | 2ª corrida | 3ª corrida | 4ª corrida | Total    | Pos.  |
| ----------------------------- | -------------------- | ---------- | ---------- | ---------- | ---------- | -------- | ----- |
| Madoka Harada                 | Individual feminino  | 48.042     | 47.852     | 47.989     | 47.767     | 3:11.650 | 13    |
| Takahisa Oguchi               | Individual masculino | 52.795     | 52.449     | 52.498     | 52.366     | 3:30.108 | 20    |
| Shigeaki Ushijima             | Individual masculino | 53.306     | 1:29.310   | 52.414     | 52.318     | 4:07.348 | 34    |
| Goro Hayashibe Masaki Toshiro | Duplas               | 48.067     | 47.793     |            |            | 1:35.860 | 12    |

### Patinação artística
| Atleta            | Evento              | Programa curto | Programa curto | Programa longo | Programa longo | Total  | Total           |
| Atleta            | Evento              | Pontos         | Pos.           | Pontos         | Pos.           | Pontos | Pos.            |
| ----------------- | ------------------- | -------------- | -------------- | -------------- | -------------- | ------ | --------------- |
| Miki Ando         | Individual feminino | 56.00          | 8 Q            | 84.20          | 16             | 140.20 | 15              |
| Shizuka Arakawa   | Individual feminino | 66.02          | 3 Q            | 125.32         | 1              | 191.34 | Medalha de ouro |
| Fumie Suguri      | Individual feminino | 61.75          | 4 Q            | 113.48         | 4              | 175.23 | 4               |
| Daisuke Takahashi | Individual feminino | 73.77          | 5 Q            | 131.12         | 9              | 204.89 | 8               |

| Atleta                       | Evento        | Dança obrigatória | Dança obrigatória | Dança original | Dança original | Dança livre | Dança livre | Total  | Total |
| Atleta                       | Evento        | Pontos            | Pos.              | Pontos         | Pos.           | Pontos      | Pos.        | Pontos | Pos.  |
| ---------------------------- | ------------- | ----------------- | ----------------- | -------------- | -------------- | ----------- | ----------- | ------ | ----- |
| Nozomi Watanabe Akiyuki Kido | Dança no gelo | 27.95             | 17                | 46.59          | 15             | 78.87       | 15          | 153.41 | 15    |

### Patinação de velocidade
Individual
| Atleta              | Evento           | 1ª corrida | 1ª corrida | 2ª corrida | 2ª corrida | Final   | Final |
| Atleta              | Evento           | Tempo      | Pos.       | Tempo      | Pos.       | Tempo   | Pos.  |
| ------------------- | ---------------- | ---------- | ---------- | ---------- | ---------- | ------- | ----- |
| Yusuke Imai         | 1000 m masculino |            |            |            |            | 1:10.48 | 20    |
| Yusuke Imai         | 1500 m masculino |            |            |            |            | 1:50.56 | 34    |
| Eriko Ishino        | 1500 m feminino  |            |            |            |            | 2:01.85 | 22    |
| Eriko Ishino        | 3000 m feminino  |            |            |            |            | 4:11.21 | 13    |
| Eriko Ishino        | 5000 m feminino  |            |            |            |            | 7:12.48 | 11    |
| Joji Kato           | 500 m masculino  | 35.59      | 11         | 35.19      | 4          | 1:10.78 | 6     |
| Kesato Miyazaki     | 5000 m masculino |            |            |            |            | 6:40.03 | 21    |
| Keiichiro Nagashima | 500 m masculino  | 35.67      | 15         | 35.47      | 11         | 1:11.14 | 13    |
| Keiichiro Nagashima | 1000 m masculino |            |            |            |            | 1:11.78 | 32    |
| Takaharu Nakajima   | 1000 m masculino |            |            |            |            | 1:11.10 | 27    |
| Takaharu Nakajima   | 1500 m masculino |            |            |            |            | 1:51.61 | 38    |
| Nami Nemoto         | 1500 m feminino  |            |            |            |            | 2:02.34 | 29    |
| Yuya Oikawa         | 500 m masculino  | 35.35      | 4          | 35.21      | 5          | 1:10.56 | 4     |
| Tomomi Okazaki      | 500 m feminino   | 38.46      | 3          | 38.46      | 4          | 1:16.92 | 4     |
| Tomomi Okazaki      | 1000 m feminino  |            |            |            |            | 1:17.63 | 16    |
| Sayuri Osuga        | 500 m feminino   | 38.65      | 9          | 38.74      | 8          | 1:17.39 | 8     |
| Hiromi Otsu         | 1500 m feminino  |            |            |            |            | 2:04.77 | 33    |
| Eriko Seo           | 3000 m feminino  |            |            |            |            | 4:16.27 | 20    |
| Hiroyasu Shimizu    | 500 m masculino  | 35.66      | 14         | 35.78      | 21         | 1:11.44 | 18    |
| Teruhiro Sugimori   | 1500 m masculino |            |            |            |            | 1:49.51 | 24    |
| Maki Tabata         | 1000 m feminino  |            |            |            |            | 1:17.64 | 17    |
| Maki Tabata         | 1500 m feminino  |            |            |            |            | 2:00.77 | 15    |
| Maki Tabata         | 3000 m feminino  |            |            |            |            | 4:12.38 | 14    |
| Maki Tabata         | 5000 m feminino  |            |            |            |            | 7:18.05 | 13    |
| Aki Tonoike         | 1000 m feminino  |            |            |            |            | 1:17.64 | 17    |
| Takahiro Ushiyama   | 1000 m masculino |            |            |            |            | 1:11.21 | 28    |
| Takahiro Ushiyama   | 1500 m masculino |            |            |            |            | 1:50.59 | 35    |
| Takahiro Ushiyama   | 5000 m masculino |            |            |            |            | 6:51.53 | 27    |
| Yukari Watanabe     | 500 m feminino   | 39.46      | 17         | 39.19      | 14         | 1:18.65 | 15    |
| Sayuri Yoshii       | 500 m feminino   | 38.68      | 5          | 38.75      | 11         | 1:17.43 | 9     |
| Sayuri Yoshii       | 1000 m feminino  |            |            |            |            | 1:17.58 | 15    |

Perseguição por equipes
| Atleta                                              | Evento                            | Preliminar | Preliminar | Quartas                         | Semifinal                | Final                                           | Final |
| Atleta                                              | Evento                            | Tempo      | Pos.       | Adversário Tempo                | Adversário Tempo         | Adversário Tempo                                | Pos.  |
| --------------------------------------------------- | --------------------------------- | ---------- | ---------- | ------------------------------- | ------------------------ | ----------------------------------------------- | ----- |
| Teruhiro Sugimori Kesato Miyazaki Takahiro Ushiyama | Perseguição por equipes masculino | 4:03.83    | 8          | CAN Canadá (1) D 3:53.88        | Não avançou              | Disputa de 7º-8º GER Alemanha (5) D 3:50.37     | 8     |
| Eriko Ishino Nami Nemoto Hiromi Otsu Maki Tabata    | Perseguição por equipes feminino  | 3:08.34    | 7          | NOR Noruega (2) V Ultrapassagem | CAN Canadá (3) D 3:05.95 | Disputa do bronze RUS Rússia (1) D Ultrapassado | 4     |

### Patinação de velocidade em pista curta
| Atleta                                                           | Evento                       | Preliminar  | Preliminar  | Quartas     | Quartas     | Semifinal   | Semifinal   | Final            | Final |
| Atleta                                                           | Evento                       | Tempo       | Pos.        | Tempo       | Pos.        | Tempo       | Pos.        | Tempo            | Pos.  |
| ---------------------------------------------------------------- | ---------------------------- | ----------- | ----------- | ----------- | ----------- | ----------- | ----------- | ---------------- | ----- |
| Yuka Kamino                                                      | 500 m feminino               | 45.848      | 2 Q         | 47.356      | 4           | Não avançou | Não avançou | Não avançou      | 14    |
| Yuka Kamino                                                      | 1000 m feminino              | 1:33.959    | 3           | Não avançou | Não avançou | Não avançou | Não avançou | Não avançou      | 14    |
| Yuka Kamino                                                      | 1500 m feminino              | 2:37.865    | 3 Q         |             |             | 2:44.057    | 4           | Final B 2:29.540 | 7     |
| Takafumi Nishitani                                               | 500 m masculino              | 43.212      | 3           | Não avançou | Não avançou | Não avançou | Não avançou | Não avançou      | 15    |
| Mika Ozawa                                                       | 1000 m feminino              | 1:34.715    | 2 Q         | 1:33.337    | 5           | 1:33.337    | 5           | Não avançou      | 9     |
| Hayato Sueyoshi                                                  | 500 m masculino              | 2:25.280    | 4           | Não avançou | Não avançou | Não avançou | Não avançou | Não avançou      | 19    |
| Chikage Tanaka                                                   | 500 m feminino               | 46.387      | 3           | Não avançou | Não avançou | Não avançou | Não avançou | Não avançou      | 17    |
| Satoru Terao                                                     | 500 m masculino              | 42.607      | 1 Q         | 42.471      | 2 Q         | 42.120      | 3           | Final B 42.377   | 6     |
| Satoru Terao                                                     | 1000 m masculino             | 1:29.090    | 2 Q         | 1:28.499    | 3           | Não avançou | Não avançou | Não avançou      | 9     |
| Satoru Terao                                                     | 1500 m masculino             | 2:37.865    | 3 Q         |             |             | 2:44.057    | 4           | Final B 2:24.875 | 9     |
| Ikue Teshigawara                                                 | 1500 m feminino              | 2:30.977    | 4           |             |             | Não avançou | Não avançou | Não avançou      | 17    |
| Yoshiharu Arino Takahiro Fijimoto Takfumi Nishitani Satoru Terao | Revezamento 5000 m masculino | DSQ         | DSQ         | DSQ         | DSQ         | DSQ         | DSQ         | DSQ              | DSQ   |
| Yuka Kamino Mika Ozawa Chikage Tanaka Nobuko Yamada              | Revezamento 3000 m feminino  | Não avançou | Não avançou | Não avançou | Não avançou | 4:21.413    | 4           | Final B 4:35.096 | 7     |

### Salto de esqui
| Atleta                                                   | Evento                  | Preliminar | Preliminar | 1ª rodada | 1ª rodada | Final       | Final       | Final |
| Atleta                                                   | Evento                  | Pontos     | Pos.       | Pontos    | Pos.      | Pontos      | Total       | Pos.  |
| -------------------------------------------------------- | ----------------------- | ---------- | ---------- | --------- | --------- | ----------- | ----------- | ----- |
| Masahiko Harada                                          | Pista normal individual | DSQ        | DSQ        | DSQ       | DSQ       | DSQ         | DSQ         | DSQ   |
| Tsuyoshi Ichinohe                                        | Pista longa individual  | 89.9       | 18 Q       | 108.5     | 16 Q      | 93.9        | 202.4       | 25    |
| Daiki Ito                                                | Pista normal individual | 123.0      | 9 Q        | 126.0     | 13 Q      | 117.5       | 243.5       | 18    |
| Daiki Ito                                                | Pista longa individual  | 110.9      | 6 Q        | 82.5      | 42        | Não avançou | Não avançou | 42    |
| Noriaki Kasai                                            | Pista normal individual | 132.5      | 1 Q        | 126.0     | 13 Q      | 115.0       | 241.0       | 20    |
| Noriaki Kasai                                            | Pista longa individual  | 117.3      | 1 Q        | 104.0     | 21 Q      | 123.3       | 227.3       | 12    |
| Takanobu Okabe                                           | Pista normal individual | 127.5      | 7 PQ       | 118.0     | 24 Q      | 111.5       | 229.5       | 23    |
| Takanobu Okabe                                           | Pista longa individual  | 122.1      | 7 PQ       | 115.0     | 8 Q       | 121.8       | 236.8       | 8     |
| Tsuyoshi Ichinohe Daiki Ito Noriaki Kasai Takanobu Okabe | Pista longa por equipes |            |            | 426.8     | 6 Q       | 466.3       | 893.1       | 6     |

### Skeleton
| Atleta         | Evento    | Final      | Final      | Final   | Final |
| Atleta         | Evento    | 1ª corrida | 2ª corrida | Total   | Pos.  |
| -------------- | --------- | ---------- | ---------- | ------- | ----- |
| Masaru Inada   | Masculino | 59.63      | 59.74      | 1:59.37 | 18    |
| Kazuhiro Koshi | Masculino | 58.65      | 59.40      | 1:58.05 | 11    |
| Eiko Nakayama  | Feminino  | 1:01.82    | 1:02.10    | 2:03.92 | 14    |

### Snowboard
Halfpipe
| Atleta            | Evento             | Preliminar | Preliminar | Preliminar | Preliminar | Final       | Final       | Final |
| Atleta            | Evento             | Pontos     | Pos.       | Pontos     | Pos.       | 1ª corrida  | 2ª corrida  | Pos.  |
| ----------------- | ------------------ | ---------- | ---------- | ---------- | ---------- | ----------- | ----------- | ----- |
| Chikako Fushimi   | Halfpipe feminino  | 13.0       | 26         | 34.8       | 6 Q        | (9.5)       | 15.6        | 12    |
| Kazuhiro Kokubo   | Halfpipe masculino | 26.9       | 23         | 31.0       | 17         | Não avançou | Não avançou | 23    |
| Fumiyuki Murakami | Halfpipe masculino | 27.9       | 20         | 31.1       | 16         | Não avançou | Não avançou | 22    |
| Takaharu Nakai    | Halfpipe masculino | 36.0       | 9          | 36.8       | 8          | Não avançou | Não avançou | 14    |
| Shiho Nakashima   | Halfpipe feminino  | 35.5       | 5 Q        |            |            | 33.1        | (30.6)      | 9     |
| Domu Narita       | Halfpipe masculino | 31.5       | 15         | 14.7       | 29         | Não avançou | Não avançou | 35    |
| Soko Yamaoka      | Halfpipe feminino  | 28.5       | 14         | 35.6       | 5 Q        | (22.4)      | 32.7        | 10    |

Slalom gigante paralelo
| Atleta           | Evento                            | Preliminar | Preliminar | Oitavas                  | Quartas          | Semifinal        | Final            | Final |
| Atleta           | Evento                            | Pontos     | Pos.       | Adversário Tempo         | Adversário Tempo | Adversário Tempo | Adversário Tempo | Pos.  |
| ---------------- | --------------------------------- | ---------- | ---------- | ------------------------ | ---------------- | ---------------- | ---------------- | ----- |
| Tomoka Takeuchi  | Slalom gigante paralelo feminino  | 1:21.67    | 9 Q        | AUT Guenther (8) D +0.24 | Não avançou      | Não avançou      | Não avançou      | 9     |
| Kentaro Tsuruoka | Slalom gigante paralelo masculino | 1:18.14    | 28         | Não avançou              | Não avançou      | Não avançou      | Não avançou      | 28    |
| Eri Yanetani     | Slalom gigante paralelo feminino  | 1:23.21    | 18         | Não avançou              | Não avançou      | Não avançou      | Não avançou      | 18    |

Snowboard Cross
| Atleta        | Evento                    | Preliminar | Preliminar | Oitavas | Quartas | Semifinal   | Final                | Final |
| Atleta        | Evento                    | Pontos     | Pos.       | Posição | Posição | Posição     | Posição              | Pos.  |
| ------------- | ------------------------- | ---------- | ---------- | ------- | ------- | ----------- | -------------------- | ----- |
| Itaru Chimura | Snowboard cross masculino | 1:22.83    | 27 Q       | 2 Q     | 4       | Não avançou | Disputa de 13º-16º 4 | 7     |
| Yuka Fujimori | Snowboard cross feminino  | 1:32.46    | 15 Q       |         | 2 Q     | 4           | Disputa de 5º-8º 3   | 7     |

Legenda
| Recorde mundial      | Recorde mundial (World record)               |                       | Recorde africano                      | Recorde africano (African) |                                           | Q | Classificado por posição (Qualified) |
| Recorde olímpico     | Recorde olímpico (Olympic record)            | Recorde da América    | Recorde da América (Americas)         | q                          | Classificado por melhor tempo (Qualified) |   |                                      |
| Melhor marca do ano  | Melhor marca do ano (World leading)          | Recorde asiático      | Recorde asiático (Asian)              | DNS                        | Não largou (Did not start)                |   |                                      |
| Recorde nacional     | Recorde nacional (National record)           | Recorde europeu       | Recorde europeu (European)            | DNF                        | Não terminou (Did not finish)             |   |                                      |
| Recorde pessoal      | Recorde pessoal do atleta (Personal best)    | Recorde da Oceania    | Recorde da Oceania (Oceania)          | DSQ / DQ                   | Desclassificado (Disqualified)            |   |                                      |
| Recorde da temporada | Recorde da temporada do atleta (Season best) | Recorde sul-americano | Recorde sul-americano (South America) | NM                         | Sem marca (No mark)                       |   |                                      |